# Scafati Basket
Lo Scafati Basket 1969 è una società di pallacanestro italiana con sede nella città di Scafati, in provincia di Salerno.

## Storia

### Dalla nascita alla promozione in Serie A2
Le prime attività di pallacanestro a Scafati risalgono al 1949, quando alcuni ragazzi dell'Azione Cattolica fondarono la squadra Silvio Pellico, che in serie C si scontrerà con l'altra squadra di Scafati, quella dei monarchici, chiamata appunto Savoia. Nel 1955 le due società si fusero e diedero vita alla Scafatese Basket.
Nel 1969 avvenne la rifondazione della società, con il nome di Centro Sportivo Scafatese, con la partecipazione ai campionati di serie C e D. La svolta arrivò nel 1986, quando il presidente, Aniello Longobardi, prese le redini della società; in pochi anni la piccola realtà scafatese raggiunse i livelli più alti del basket nazionale.
A cavallo degli anni tra il 1994 e il 1998, lo Scafati Basket ottenne due promozioni. La prima avvenne nel 1995 quando l'allora Credicoop Scafati, guidata dall'allenatore Ciracì e potendo contare su giocatori come Alfonso Girota, Jurich, Giovanni Tramonti, Festinese, Pagano e Grimaldi raggiunse la serie B-2 nella finalissima contro la squadra di San Severo. Nel 1998 la Credicoop dopo tre anni conquistò una seconda promozione, vincendo 28 partite su 32, sotto la guida del coach abruzzese Franco Gramenzi. I protagonisti di quella promozione furono Pino Corvo, Cipolat, Marchetti, Vella, Vozza, Petrosino, Pino Vitiello (capitano), Petrocelli, Marino, Verde, Rizzo e Menzione. Il campionato però non iniziò nei migliori dei modi per la Credicoop Scafati che soccombe alla prima trasferta in quel di Sant'Antimo. Tra mille critiche la squadra si riprende e piazza una striscia di 13 vittorie consecutive interrotta sul parquet di Sarno. Solo un'altra sconfitta (in casa contro le Forze Armate) nel trionfante percorso della stagione regolare verso la fase finale a cui accedono sei formazioni che dettero vita ad un mini-torneo che si disputa tra andata e ritorno. Le rivali di Vitiello e compagni erano Cefalù, Matera, Massa e Cozzile, Castelfiorentino e L'Aquila. Scafati lascia i due punti solo al Massa e Cozzile e vince l'ultima di campionato a Matera conquistando la promozione in Serie B d'Eccellenza.

Coach Massimo Mangano

Nella stagione 1999-2000 ebbe inizio un nuovo ciclo. La dirigenza potenziò sia la squadra che il settore giovanile e sottoscrisse un contratto di sponsorizzazione con la ditta umbra Ovito, che associò il suo nome a quello della prima squadra (Ovito Scafati). Il campionato terminò per lo Scafati in sesta posizione, riuscendosi a qualificarsi per i play-off con coach Massimo Mangano. L'Ovito Scafati vinse fuori casa al primo turno dei play-off contro un'avversaria di prestigio come la Virtus Imola, immediatamente però, Massimo Mangano fu colpito da un ictus e morì pochi giorni dopo e fu quindi sostituito dal suo secondo, Antonio Petillo, che riuscì a portare l'Ovito Scafati alla finale play-off contro la Baltur Cento. Dopo la vittoria in gara 1, arrivò in trasferta però una pesante sconfitta in gara 2 che portò le due squadre a giocarsi la promozione nella decisiva gara 3.
Il 1º giugno del 2000 così si giocò la decisiva gara 3 nel vecchio palazzetto di Via Oberdan a Scafati, che vide l'Ovito Scafati quasi sempre in svantaggio per tutto l'incontro, ma ad un secondo dal termine una tripla dell'infortunato Pier Filippo Rossi, portò le due squadre ai supplementari. Nei supplementari l'Ovito Scafati riesce ad avere la meglio sulla Baltur Cento, approdando così in Serie A2. La formazione artefice della promozione era: Corvo, Vitiello, Marchetti, Marino, Battistella, Benzi, De Monaco, Rossi, Menzione, Orlando, Rizzo, Tessitore, Esposito.

### I primi anni in Serie A2
Dal 2000 al 2005 lo Scafati Basket rimase sempre al vertice dei campionati di Legadue disputando sempre i play-off. Nel primo anno (2000-2001), da matricola con il nome di Longobardi Scafati, la squadra arrivò a gara 5 delle semifinali play-off perdendo contro la Mabo Livorno, che venne poi promossa in Serie A1. Durante questa stessa stagione venne inaugurato l'impianto sportivo del PalaMangano, in precedenza la squadra giocò le prime gare interne di campionato al PalaVesuvio di Ponticelli.
Nel 2001-2002 con il nome Rida Scafati, la squadra raggiunse le semifinali play-off ma fu battuta nella serie per 3 a 0 dalla Bipop Reggio Emilia.
Nel 2002-2003 dopo una buona regular season terminata al secondo posto, fu battuta ai quarti di finale dei play-off dal Bignami Castel Maggiore.
Nel 2003-2004 con il nome di Eurorida Scafati, raggiunse nuovamente i quarti di finale dei play-off, da cui venne eliminata dalla Sicc Jesi per 3-2.
L'anno successivo nel 2004-2005, l'Eurorida Scafati raggiunse la semifinale dei play-off dove venne battuta dalla corazzata Virtus Bologna per 3 a 1, inoltre la squadra fu anche finalista in Coppa Italia di Legadue, ma venne sconfitta dall'Upea Capo d'Orlando nella finalissima giocata al Paladozza di Bologna.

### Lo storico primo approdo in Serie A

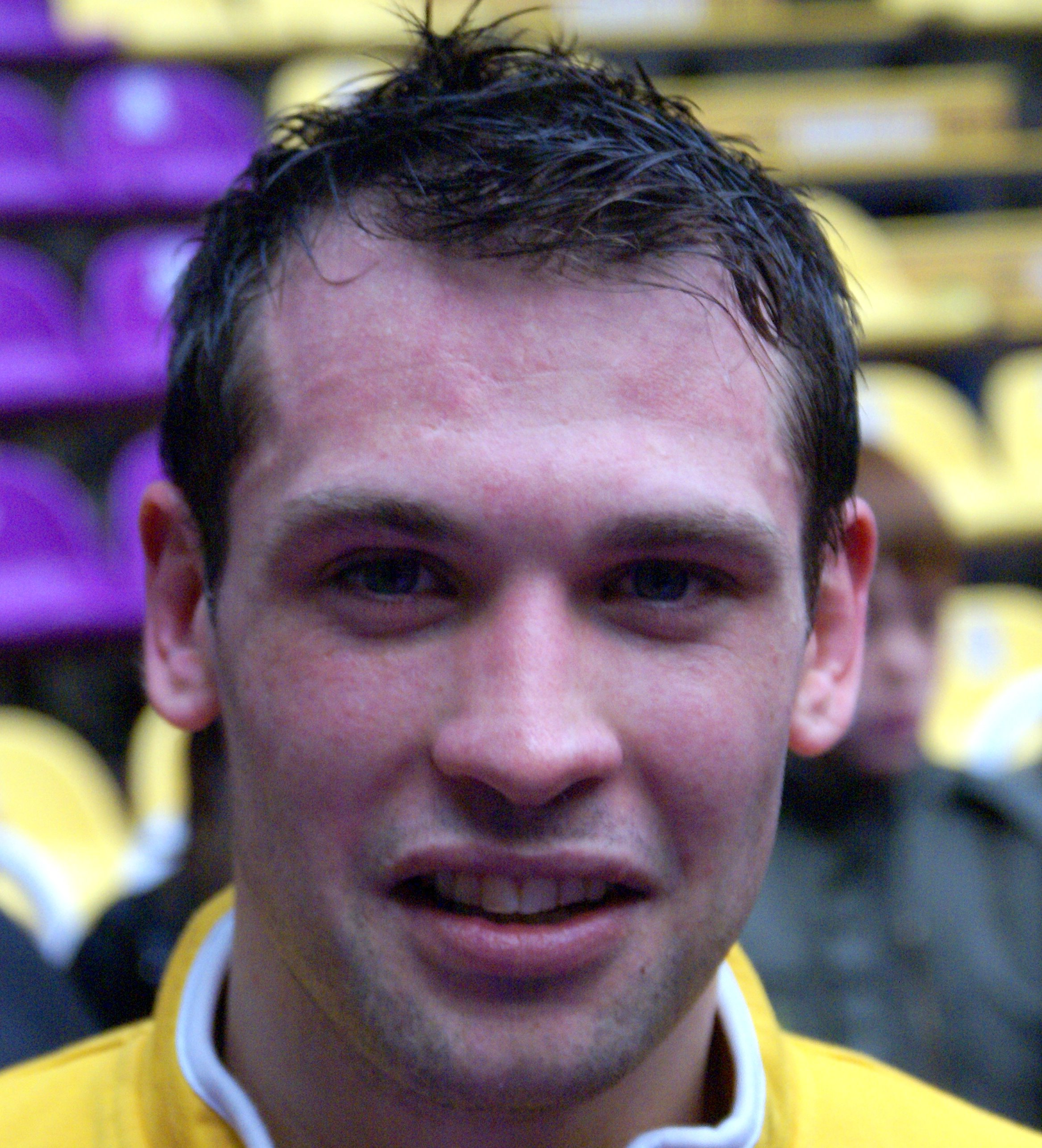
Maximiliano Stanic, capitano della prima storica promozione in Serie A

Nel 2005-2006 l'Eurorida Scafati conquistò la promozione in Serie A senza nemmeno passare per i play-off. La stagione non iniziò nel migliore dei modi, con due sconfitte nelle prime due gare contro Rieti e Imola, ma dopo questo inizio incerto la squadra recuperò e mantenne quasi sempre il comando della classifica, conquistando la massima serie con una giornata d'anticipo grazie alla vittoria contro la Carife Ferrara al PalaMangano per 85-67. Da ricordare in questo campionato i derby contro la Juve Caserta, la partita contro Rimini vinta all'ultimo secondo e l'imbattibilità casalinga mantenuta per tutta la stagione (una sconfitta in casa arrivò contro Rieti, ma la partita non venne disputata nell'impianto scafatese ma a campo neutro). In questa stessa stagione l'Eurorida Scafati riuscì a conquistare anche la Coppa Italia di Legadue battendo in semifinale la Pepsi Caserta e in finale con il punteggio di 90-81 la Zarotti Imola nella Final Four di Ferrara.
La formazione artefice della promozione in Serie A fu:
- Simone Flamini
- Cristiano Grappasonni
- Dario Guadagnola
- Darryl Wilson
- Joel Salvi
- Harold Jamison
- Maximiliano Stanic
- Germán Sciutto
- Dimitri Lauwers
- Ante Grgurević
- Lucas Victoriano
- Allenatore:  Giorgio Valli

### Il biennio in Serie A

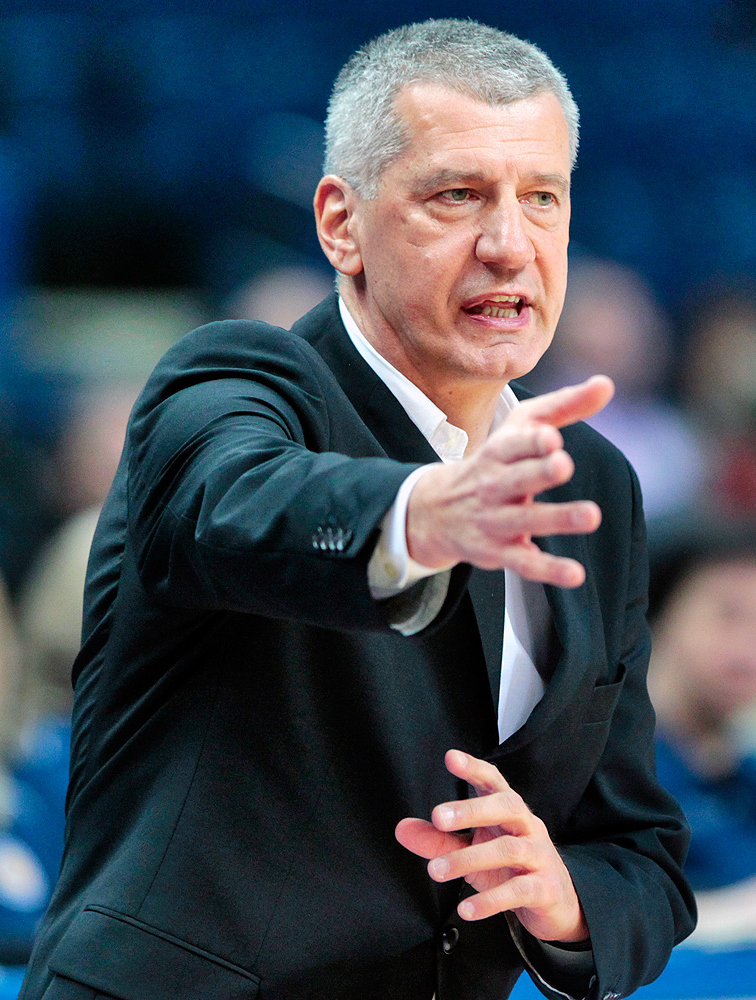
Aza Petrović, primo coach dello Scafati Basket in Serie A.

Nel 2006-2007, lo Scafati Basket prende il nome di Legea Scafati e disputa il suo primo campionato in Serie A. Lo Scafati comincia la stagione con l'allenatore Aza Petrović per poi proseguire con Teoman Alibegović. Nelle file della Legea Scafati vi sono giocatori del calibro di Rick Apodaca, Stevin Smith, Anthony Carter, che nel corso della stagione hanno costituito l'asse portante della squadra.
La stagione termina con un decimo posto, sfiorando la qualificazione ai play-off. Di quel campionato furono degne di nota la vittoria contro la Scandone Air Avellino, in un derby equilibrato deciso da una tripla del belga Dimitri Lauwers allo scadere del match. Altre vittorie di prestigio furono quelle con Cantù, Varese, Udine (sia in casa che in trasferta), contro la Fortitudo Bologna di Marco Belinelli, con quest'ultimo che sbagliò i tiri liberi decisivi nel finale del match al PalaMangano e infine, il memorabile +21 rifilato all'Olimpia Milano di un giovane Danilo Gallinari in diretta televisiva. Da dimenticare furono i derby contro Napoli, vinti entrambi dai partenopei.
Il secondo anno di Serie A (2007-2008) ebbe un andamento diverso che sfociò con la retrocessione, insieme alla storica squadra di Varese. Da ricordare comunque per questa annata alcune vittorie importanti come quella in casa alla prima giornata di campionato contro la Scavolini Pesaro, al Paladozza con la Fortitudo Bologna e quella al PalaMangano nel derby contro la Eldo Napoli.

### In Legadue
Dopo la retrocessione, la squadra prende il nome di Harem Scafati e partecipa al campionato di Legadue nella stagione 2008-2009.
In questa stagione l'Harem Scafati dopo la stagione regolare partecipa ai play-off dove dopo aver battuto Veroli ai quarti, fu sconfitta dalla Dinamo Sassari in semifinale, mentre nella stagione 2009-2010 con il nome di Bialetti Scafati, fu sconfitta ai quarti di finale dalla Prima Veroli. Nel successivo campionato di Legadue 2010-2011 la Sunrise Scafati raggiunse nuovamente i play-off, da cui venne eliminata nei quarti di finale dalla Sigma Barcellona, invece nella stagione 2011-2012 la Givova Scafati arrivò a gara 5 delle semifinali perdendo alla fine contro Pistoia, e ancora nel 2012-2013 nei quarti di finale dei play-off viene sconfitta dalla formazione toscana. Subito dopo l'eliminazione contro Pistoia la società comunica di rinunciare all'iscrizione ripartendo dalla Divisione Nazionale B, scambiando il titolo con la Pallacanestro Trapani.

### Il ritorno in Serie A2 e la seconda promozione in Serie A
Dopo la cessione del titolo la squadra gialloblù viene promossa al termine della stagione 2013-2014, tornando così a disputare la Serie A2 nel 2014-2015, campionato che la Givova Scafati concluderà a metà classifica nel girone silver.
Nel 2015-2016 conquista a Rimini il trofeo della Coppa Italia di Serie A2, battendo in finale Mantova, mentre in campionato la Givova Scafati dopo aver terminato la stagione regolare al primo posto del girone ovest fu impegnata nei play-off per la promozione in Serie A. Al primo turno dei play-off elimina la Tezenis Verona con un netto 3-0, ed ancora ai quarti sconfigge l'Andrea Costa Imola per 3-1, ma in semifinale deve arrendersi in gara 5 contro Brescia. La stagione 2016-2017 si apre con la sconfitta in finale di Supercoppa di Lega contro la Fortitudo Kontatto Bologna, mentre in campionato le soddisfazioni sono poche e la salvezza arriva soltanto dopo il play-out vinto contro l'Unieuro Forlì; la Givova Scafati ritornò ai vertici del campionato nel 2017-2018, chiudendo infatti la regular season al secondo posto del girone ovest, però ai play-off viene eliminata al primo turno da Ferrara. Nel 2018-2019 la squadra disputa una mediocre stagione regolare non riuscendo questa volta a qualificarsi per i play-off, invece l'anno successivo a causa della Pandemia di COVID-19 il campionato di Serie A2 2019-2020 viene sospeso senza verdetti e quindi definitivamente annullato. La stagione 2020-2021 inizia con la conquista di un trofeo (il terzo della storia scafatese), vincendo la Supercoppa di Serie A2 in finale contro Forlì, mentre in campionato la squadra ritorna a qualificarsi per i play-off, persi per 3-2 nella serie di semifinale contro Udine e quindi venendo esclusa dalla finale play-off, obiettivo che viene centrato l'anno dopo nel 2021-2022, quando dopo aver sconfitto l'Assigeco Piacenza in semifinale si guadagna il diritto di giocarsi la promozione in Serie A contro la storica squadra di Cantù nell'atto conclusivo dei playoff. La sfida con i lombardi viene decisa in gara 5 al PalaMangano con la Givova Scafati che batte i canturini e torna in massima serie dopo 14 anni.

### La Serie A dopo 14 anni
Dopo 14 anni la Givova Scafati ritorna quindi a disputare nella stagione 2022-2023 il massimo campionato italiano. Il ritorno in Serie A inizia non bene nella prima fase, vincendo una sola partita nelle prime sette giornate, dopo questo inizio incerto la squadra inizia a conquistare vittorie di prestigio come quella in casa della gloriosa Virtus Bologna e il +35 nel derby contro Napoli chiudendo così il girone d'andata con sei vittorie e nove sconfitte. Nel girone di ritorno la squadra ha lo stesso rendimento vincendo sei partite tra cui contro la Germani Brescia all'ultima giornata, che garantisce alla squadra di salvarsi e di partecipare al campionato di Serie A anche nella stagione 2023-2024, centrando la salvezza questa volta con diverse giornate d'anticipo, ma nel 2024-2025 l'epilogo fu diverso; infatti dopo tre anni consecutivi in massima serie la Givova Scafati retrocede in Serie A2.

## Cronistoria

### Vittorie storiche
- Stagione 1997-1998 B2 Olimpia Basket Matera-Credicoop Scafati 65-69 (Scafati promossa in B1)
- 01-06-2000 Ovito Scafati-Baltur Cento 88-78 (Scafati promossa in A2)
- 05-03-2006 Eurorida Scafati-Zarotti Imola 90-81 (Scafati vince la Coppa Italia di A2)
- 13-04-2006 Eurorida Scafati-Carife Ferrara 85-67 (Scafati promossa in Serie A)
- 25-02-2007 Legea Scafati-Armani Jeans Milano 76-55
- 10-10-2007 Fortitudo Upim Bologna-Legea Scafati 73-80
- 21-06-2014 Benacquista Latina-Givova Scafati 69-72 (Scafati promossa in LNP)
- 06-03-2016 Givova Scafati-Dinamica Generale Mantova 72-62 (Scafati vince la Coppa Italia LNP)
- 15-11-2020 Unieuro Forlì-Givova Scafati 69-78 (Scafati vince la SuperCoppa LNP)
- 14-06-2022 Givova Scafati-Pallacanestro Cantù 73-60 (Scafati promossa in Serie A)
- 11-12-2022 Virtus Segafredo Bologna-Givova Scafati 77-84
- 12-11-2023 Givova Scafati-Emporio Armani Milano 77-68

### Partecipazioni ai campionati
| Livello | Categoria             | Partecipazioni | Debutto   | Ultima stagione | Totale |
| ------- | --------------------- | -------------- | --------- | --------------- | ------ |
| 1°      | Serie A               | 5              | 2006-2007 | 2024-2025       | 5      |
| 2°      | Serie A2              | 10             | 2000-2001 | 2025-2026       | 20     |
| 2°      | Legadue               | 10             | 2001-2002 | 2012-2013       | 20     |
| 3°      | Serie B d'Eccellenza  | 2              | 1998-1999 | 1999-2000       | 3      |
| 3°      | Divisione Nazionale B | 1              | 2013-2014 | 2013-2014       | 3      |
| 4°      | Serie B2              | 3              | 1995-1996 | 1997-1998       | 3      |
| 5°      | Serie C1              | 4              | 1991-1992 | 1994-1995       | 4      |

## Denominazioni
- 1949-1955: Silvio Pellico
- 1955-1969: Scafatese Basket (dall'unione con Savoia)
- 1969-1995: Centro Sportivo Scafatese
- 1995-1999: Credicoop Scafati
- 1999-2000: Ovito Scafati
- 2000-2001: Longobardi Scafati
- 2001-2003: Rida Scafati
- 2003-2006: Eurorida Scafati
- 2006-2008: Legea Scafati
- 2008-2009: Harem Scafati
- 2009-2010: Bialetti Scafati
- 2010-2011: Sunrise Scafati
- 2011-corrente: Givova Scafati

## Palmarès
- Coppa Italia di Legadue: 1

2006
- Coppa Italia LNP: 1

2016
- Supercoppa LNP: 1

2020

## Roster 2024-2025
| Scafati Basket 1969 2024-2025 | Scafati Basket 1969 2024-2025 |
| Giocatori                     | Staff tecnico                 |
| ----------------------------- | ----------------------------- |

| N. | Naz.                   | Ruolo | Nome               | Anno | Alt.   | Peso   |  |
| -- | ---------------------- | ----- | ------------------ | ---- | ------ | ------ |  |
| 0  | Stati Uniti (bandiera) | P     | Frank Mason        | 1994 | 180 cm | 86 kg  |  |
| 1  | Stati Uniti (bandiera) | AG    | Sage Tolbert       | 1999 | 202 cm |        |  |
| 2  | Stati Uniti (bandiera) | P     | Rob Gray           | 1994 | 185 cm | 84 kg  |  |
| 6  | Italia (bandiera)      | P     | Alessandro Zanelli | 1992 | 188 cm | 78 kg  |  |
| 7  | Italia (bandiera)      | AP    | Levan Babilodze    | 1998 | 198 cm | 85 kg  |  |
| 8  | Italia (bandiera)      | C     | Scott Ulaneo       | 1998 | 208 cm | 98 kg  |  |
| 11 | Italia (bandiera)      | G     | Federico Miaschi   | 2000 | 200 cm | 90 kg  |  |
| 12 | Stati Uniti (bandiera) | AG    | Kruize Pinkins     | 1993 | 201 cm | 104 kg |  |
| 30 | Stati Uniti (bandiera) | AP    | Elijah Stewart     | 1995 | 196 cm | 90 kg  |  |

| Allenatore                                               |
| Marco Ramondino                                          |
| Assistente/i                                             |
| Damiano Pilot Domenico Chiariello Legenda - (C) Capitano |

### Staff tecnico
| Allenatore: Marco Ramondino               |
| Vice-allenatore: Gianmarco Di Matteo      |
| Vice-allenatore: Davide Bonora            |
| Vice-allenatore Domenico Chiariello       |
| Preparatore fisico: Elia Confessore       |
| Vice preparatore atletico: Andrea Di Pino |

### Staff medico
| Responsabile Sanitario: Giuseppe Tortora                     |
| Medici: Salvatore Tortora, Alessandro Serio, Renato Acanfora |
| Massofisioterapista: Angelo Carmando                         |
| Fisioterapista: Giuseppe Giordano                            |

### Staff dirigenziale
| Proprietario: Aniello Longobardi                                                                 |
| Presidente: Alessandro Rossano                                                                   |
| Vicepresidente: Daniela Fava                                                                     |
| Vicepresidente: Luigi Di Lallo                                                                   |
| Vicepresidente: Catello Accardo                                                                  |
| Amministratore delegato: Alessandro Rossano                                                      |
| Procuratore legale: Vittorio D'Alessandro                                                        |
| Responsabile Area Tecnica e Dirigenziale: Enrico Longobardi                                      |
| General Manager: Alessandro Giuliani                                                             |
| Direttore Generale: Antimo Lubrano                                                               |
| Direttore Sportivo: Eugenio Agostinelli                                                          |
| Team Manager: Luca Di Palma                                                                      |
| Responsabile organizzativo settore giovanile: Luciano Coscioni                                   |
| Responsabili settore giovanile: Luigi Cesarano, Francesco Donnarumma                             |
| Responsabile tecnico settore giovanile: Massimiliano Palmisani                                   |
| Allenatori Squadre Giovanili: Salvatore Agnello, Enrico Cirillo, Michele Morra, Nicola Ottaviano |
| Addetto stampa e Relazioni Esterne: Luigi Cocco                                                  |
| Responsabile marketing e Social Media Manager: Nancy Daviducci                                   |
| Responsabile ticketing: Martina Cirillo                                                          |
| Responsabili statistiche: Michele Avino, Vincenzo Costigliola                                    |
| Fotografo Ufficiale: Francesco Carotenuto                                                        |
| House Organ: Canestro                                                                            |

## Allenatori nella storia dello Scafati Basket
- 1991-1992:  Ciro Falasconi
- 1994-1997:  Lillino Ciracì
- 1998-1999:  Gianluca Tucci
- 1999:  Tony Trullo
- 1999-2000:  Massimo Mangano
- 2000:  Antonio Petillo
- 2000-2001:  Giovanni Gebbia
- 2001:  Marcello Perazzetti
- 2001:  Virginio Bernardi
- 2002-2003:  Francesco Vitucci
- 2003-2004:  Franco Marcelletti
- 2004:  Marcello Perazzetti
- 2004-2005:  Franco Gramenzi
- 2005-2006:  Giorgio Valli
- 2006:  Aza Petrović
- 2006-2007:  Teoman Alibegović
- 2007-2008:  Marco Calvani
- 2008-2009:  Franco Gramenzi
- 2009:  Luigi Gresta
- 2009:  Maurizio Bartocci
- 2009-2010:  Marco Calvani
- 2010-2012:  Giulio Griccioli
- 2012-2013:  Maurizio Bartocci
- 2013-2014:  Domenico Sorgentone
- 2014:  Francesco Ponticiello
- 2014-2015:  Giovanni Putignano
- 2015:  Alessandro Finelli
- 2015-2016:  Giovanni Perdichizzi
- 2016:  Andrea Zanchi
- 2016:  Zare Markovski
- 2016-2018:  Giovanni Perdichizzi
- 2018:  Marco Calvani
- 2018-2019:  Lino Lardo
- 2019:  Giulio Griccioli
- 2019-2020:  Giovanni Perdichizzi
- 2020-2021:  Alessandro Finelli
- 2021-2022:  Alessandro Rossi
- 2022-2023:  Attilio Caja
- 2023:  Stefano Sacripanti
- 2023-:  Matteo Boniciolli

## Tifoseria
La tifoseria che segue la squadra campana sia in casa che in trasferta è chiamata "gli inafferrabili Scafati 2005".

## Amicizie
La tifoseria scafatese intravede rapporti di rispetto reciproco con la tifoseria della Pallacanestro Reggiana.

## Giocatori

### Statistiche individuali
- 261  Giuseppe “Pino” Corvo
- 208  Riccardo Rossato
- 145  Nicholas Crow
- 144  Marco Ammannato
- 143   Joel Salvi
- 132  Patrick Baldassarre
- 104  Maximiliano Stanic

## Beta Ricambi Arena PalaMangano
La Beta Ricambi Arena PalaMangano è l'impianto sportivo della città di Scafati ed ospita lo Scafati Basket che milita nella Serie A di Basket. L'impianto Contiene 3500 Posti, l’arena era prima chiamata semplicemente PalaMangano, ex allenatore scomparso della squadra scafatese. L'impianto ha dedicato una delle gradinate a Peppe Lamanna, giovane tifoso scafatese scomparso, intitolandola Gradinata Lamanna. Costruito nel 2000 dopo la storica promozione in A2, ed inaugurato il 7 gennaio 2001 in occasione del match tra la Longobardi Scafati e la Fila Biella. Dopo la ristrutturazione del 2015, la struttura è stata inoltre fornita di una sala attrezzi, una sala stampa e una sala video.